# Vlaštovky a Amazonky (seriál)
Vlaštovky a Amazonky (Swallows and Amazons) je britský televizní seriál pro děti z roku 1963, který produkovala televize BBC. Seriál byl natočen podle románu Boj o ostrov spisovatele Arthura Ransomea.

## Děj
Seriál pojednává o prázdninových dobrodružstvích svou skupin sourozenců – Vlaštovek (Walkerovi) a Amazonek (Blackettovy) během táboření na ostrově v Jezerní oblasti.

## Postavy a obsazení
| John Paul       | kapitán Flint       |
| David Lott      | John Walker         |
| Siobhan Taylor  | Zuzana Walkerová    |
| Susan George    | Titty Walkerová     |
| Shane Younger   | Roger Walker        |
| Mandy Harper    | Nancy Blackettová   |
| Paula Boyd      | Peggy Blackettová   |
| Mary Kenton     | paní Walkerová      |
| Ruth Kettlewell | pan Jackson         |
| Bernard Kay     | strážník Sammy      |
| Sam Kydd        | mladý Billie, uhlíř |
| Michael Ripper  | starý Billie, uhlíř |
| George Roderick | Sam Packer, lupič   |
| Anthony Sagar   | Ernie Kidd, lupič   |